# 波多野善大
波多野 善大（はたの よしひろ、1908年4月22日 - 1998年5月11日）は、日本の東洋史学者。

## 略歴
三重県鈴鹿郡関町（現・亀山市）出身。京都帝国大学文学部東洋史学科卒、1962年「中国近代工業史の研究」で京都大学文学博士。1944-1946年東方文化学院研究員、名古屋大学文学部助教授、教授、1972年定年退官、名誉教授となり、愛知学院大学教授を務め、1980年退任。

## 著書
- 『中国近代工業史の研究』東洋史研究会 (京都大学文学部内) (東洋史研究叢刊）1961
- 『中国近代軍閥の研究』河出書房新社 1973
- 『国共合作』1973 中公新書
  - 中国語版『国共合作』（中共广东省委党史研究委员会办公室、1982年）

### 共編著
- 『近代中国の人物群像 パーソナリティー研究』清水稔,坂野良吉共編 汲古書院 1999
- 『中国文明の歴史 東アジアの開国』責任編集 2000 中公文庫

## 論文
- 波多野善大